# Оздятичи
Оздятичи (бел. Аздзяцічы) — агрогородок в Мётченском сельсовете (до 2013 года — в Оздятичском сельсовете), в 33 км на юго-восток от города Борисов, в 104 км от Минска.

## История

### В древности
В 1 км на юго-запад от агрогородка, на берегу реки Березина, сохранились городища раннего периода культуры штрихованной керамики (VI в. до н. э. — I в. н. э.). В 1,5 км на юго-запад в урочище Пески — курганный могильник (50 насыпей), в котором во время раскопок найдены пережженные кости, горшки, бронзовые украшения. В 500 м расположен и другой могильник (45 насыпей). 9 курганов этого могильника были раскопаны в 1929—1930 годах, были найдены железные и стеклянные украшения, железный нож. Могильник принадлежал дреговичам, датируется XI—XII вв.

### В составе Российской империи
Из письменных источников известно с 1800 года как село в Борисовском уезде Минской губернии, 78 дворов, 777 жителей, мельница, производство сукна, деревянная церковь Рождества Богородицы, в собственности Радзивиллов.
В 1822 году построена новая деревянная церковь.
В 1863 году открыта школа (народное училище), в которой в 1892 году училось 59 мальчиков.
В 1897 году село (209 дворов, 1522 жителя, народное училище, магазин, питейный дом, церковь) и казённый хутор (6 дворов, 48 жителей) в Велятичской волости Борисовского уезда.

### После 1917 года
В 1917 году было 232 двора, 1590 жителей. Работала мастерская по выделке кож. С февраля по ноябрь 1918 года под оккупацией армии кайзеровской Германии. С 1 января 1919 года — в БССР. С августа 1919 года по май 1920 года в ходе советско-польской войны рядом с селом проходила линия фронта. С 31 июля 1920 года снова в БССР. На базе ранее существовавшей создана рабочая школа 1-й ступени, в которой в 1920 году училось 204 мальчика и девочки. 11 ноября 1924 года был создан потребительский кооператив. С 20 августа 1924 года — центр Оздятичского сельсовета. В 1926 году было 319 дворов, 1506 жителей. В 1929 году 17 хозяйств организовали колхоз «Новая жизнь». В 1933 появился первый трактор «Фордон». В Великой Отечественной войне с начала июля 1941 года по 30 июня 1944 года оккупирована, 9 жителей были убиты, 42 жителя было вывезено на принудительные работы в Германию, 146 жителей погибло на фронте. На деревенском кладбище в братской могиле похоронено 29 воинов, которые погибли в окрестностях в конце июня 1944 года. В 1967 году был поставлен обелиск, где обозначены 221 жителя, погибших в борьбе против нацизма. В 1960 году было 1577 жителей. В 1988 году было 383 хозяйства, 917 жителей.

### В настоящее время
В 2010 году было 291 хозяйство, 687 жителей, действовало «БорисовСоюзАгро», детсад, средняя школа, клуб, амбулатория, фельдшерско-акушерский пункт, отделения почты и «Беларусбанка», комплексный приемный пункт, библиотека, 2 магазина.